# Pacifismo cristiano

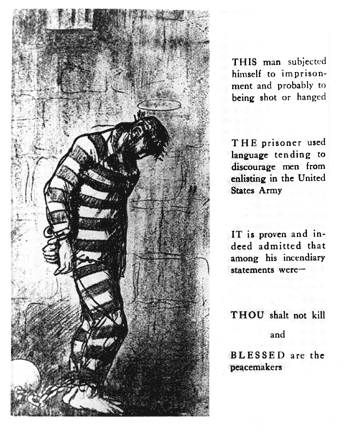
Bienaventurados los pacificadores (1917) de George Bellows

El pacifismo cristiano es la postura de la teológica y la ética según la cual el pacifismo y la no violencia tienen una base bíblica y racional para los cristianos, y afirma que cualquier forma de violencia es incompatible con la fe cristiana. Los pacifistas cristianos afirman que Jesús mismo fue un pacifista que enseñó y practicó el pacifismo y que sus seguidores deben hacer lo mismo. Entre los pacifistas cristianos notables se encuentran Martin Luther King Jr., León Tolstoi, Adin Ballou y Ammon Hennacy. Ballou y Hennacy creían que la adhesión al cristianismo requería no sólo pacifismo sino, dado que los gobiernos inevitablemente amenazaban o usaban la fuerza para resolver conflictos, anarquismo. Sin embargo, la mayoría de los pacifistas cristianos, incluidas las iglesias de paz, los Equipos Cristianos de Pacificación e individuos como John Howard Yoder, no se declaran anarquistas.

## Historia

### Antiguo Testamento
.

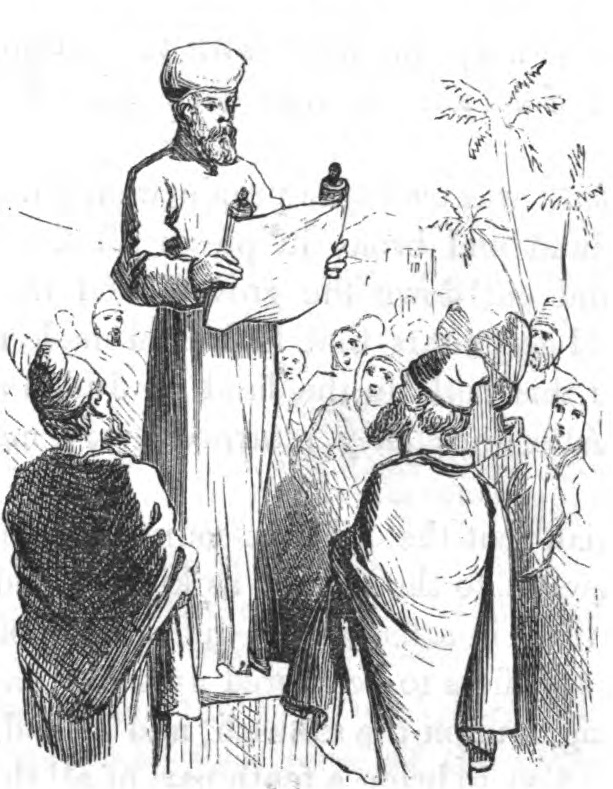
Un levita leyendo la la Ley a los israelitas. El Rambam es famoso por dictaminar que los miembros de la tribu de Leví no luchan en el ejército.

Las raíces del pacifismo cristiano se encuentran en las escrituras del Antiguo Testamento según el profesor de religión de la Universidad de Baylor, John A. Wood. Millard C. Lind explica la teología de la guerra en el antiguo Israel como Dios dirigiendo al pueblo de Israel a confiar en Él, no en el camino guerrero de las naciones, y a buscar la paz no el poder coercitivo. Stephen B. Chapman expresa el Antiguo Testamento describe la intervención divina de Dios, no la política de poder humano, o el rey guerrero, como clave para la preservación de Israel. Lind afirma que el Antiguo Testamento refleja que Dios ocasionalmente sanciona, incluso ordena guerras hasta el punto de que Dios realmente lucha utilizando las fuerzas de la naturaleza, actos milagrosos u otras naciones. Lind argumenta además que Dios lucha para que Israel no tenga que luchar en guerras como otras naciones porque Dios los libera. Dios prometió luchar por Israel, ser enemigo de sus enemigos y oponerse a todos los que se les opongan (Éxodo 23:22). El pacifista, John Howard Yoder explica que Dios sostuvo y dirigió a su comunidad no por la política del poder sino por el poder creativo de la palabra de Dios, de hablar a través de la ley y los profetas. Las escrituras del Antiguo Testamento proporcionan el trasfondo de la gran victoria de Dios sobre el mal, el pecado y la muerte. Stephen Vantassel sostiene que el Antiguo Testamento existe para poner la cuestión de la guerra y la matanza en un contexto histórico y situacional.
A lo largo del Antiguo Testamento, hay un movimiento en el papel de la guerra. Stephen B. Chapman, profesor asociado de Antiguo Testamento en la Universidad de Duke afirma que Dios usó la guerra para conquistar y proporcionar la Tierra Prometida a Israel, y luego para defender esa tierra. El Antiguo Testamento explica que Israel no tiene que pelear guerras como otras naciones porque Dios los libera. Comenzando con el Éxodo fuera de Egipto, Dios pelea por Israel como un guerrero rescatando a Su pueblo de los opresivos egipcios (Éxodo 15:3). En Éxodo 14:13, Moisés instruye a los israelitas: "El Señor luchará por vosotros; sólo tenéis que estar quietos". La milagrosa separación del Mar Rojo es Dios siendo un guerrero para Israel a través de actos de la naturaleza y no de ejércitos humanos. La promesa de Dios de luchar en nombre de su pueblo elegido se afirma en las escrituras del Antiguo Testamento (Deuteronomio 1:30).
Según el estudioso del Antiguo Testamento Peter C. Craige, durante las conquistas militares de la Tierra Prometida, los israelitas lucharon en guerras reales contra enemigos humanos reales; sin embargo, fue Dios quien les concedió la victoria en sus batallas. Craige sostiene además que Dios determinó el resultado de los acontecimientos humanos con su participación a través de esos humanos y su actividad; esencialmente, que Dios luchó a través de la lucha de su pueblo. Una vez que se aseguró la Tierra Prometida, y la nación de Israel progresó, Dios usó la guerra para proteger o castigar a la nación de Israel con su control soberano de las naciones para lograr sus propósitos (2 Reyes 18:9-12, Jeremías 25:8-9, Habacuc 1:5-11). Yoder afirma que mientras Israel confiara y siguiera a Dios, Dios obraría su poder a través de Israel para expulsar a los ocupantes de las tierras que Dios quisiera que ocuparan (Éxodo 23:27-33). El futuro de Israel dependía únicamente de su fe y obediencia a Dios a través de la Ley y los profetas, y no de su fuerza militar.
Jacob Enz explica que Dios hizo un pacto con su pueblo de Israel, poniéndoles como condiciones que sólo debían adorarle a Él y ser obedientes a las leyes de la vida en los Diez Mandamientos. Cuando Israel confiaba y obedecía a Dios, la nación prosperaba; cuando se rebelaba, Dios hablaba a través de profetas como Ezequiel e Isaías, diciéndole a Israel que Dios haría la guerra contra Israel para castigarla (Isaías 59:15-19). La guerra se utilizó con el propósito último de Dios de restaurar la paz y la armonía en toda la tierra con la intención de salvar a todas las naciones con la venida del Mesías y un nuevo pacto. Jacob Enz describe que el plan de Dios era utilizar a la nación de Israel para un propósito superior, y ese propósito era ser el mediador entre todos los pueblos y Dios. El Antiguo Testamento refleja cómo Dios ayudó a su pueblo de Israel, incluso después de las repetidas faltas de fe de Israel, demostrando la gracia de Dios, no la violencia.
El Antiguo Testamento explica que Dios es el único dador de vida y que Dios es soberano sobre la vida humana. El papel del hombre es ser un administrador que debe cuidar de toda la creación de Dios, y eso incluye proteger la vida humana. Craige explica que la autorrevelación de Dios a través de su participación en la historia humana se denomina "Historia de la Salvación"." El objetivo principal de la participación de Dios es la salvación del hombre. Dios participa en la historia humana actuando a través de las personas y en el mundo que, a la vez, está necesitado de salvación y, por tanto, es imperfecto. Dios participa en la actividad humana de la guerra a través de seres humanos pecadores con el propósito de traer la salvación al mundo.
Los estudios realizados por los eruditos Friedrich Schwally, Johannes Pedersen, Patrick D. Miller, Rudolf Smend y Gerhard von Rad sostienen que las guerras de Israel en el Antiguo Testamento fueron por orden divina de Dios. Esta actividad divina tuvo lugar en un mundo de hombres y actividades pecaminosos, como la guerra. La participación de Dios a través de la actividad humana malvada, como la guerra, fue con el único propósito tanto de redención como de juicio. La presencia de Dios en estas guerras del Antiguo Testamento no las justifica ni las considera santas, y en cambio se interpreta como un servicio para proporcionar esperanza en una situación de desesperanza. El sexto mandamiento, "No matarás" (Éxodo 20:13) y el principio fundamental que sostiene es que debe darse la máxima importancia a la reverencia por la vida humana. El Antiguo Testamento señala un tiempo en el que las armas de guerra se transformarán en instrumentos de paz, y la esperanza de la consumación del Reino de Dios, cuando ya no habrá más guerras. Wood señala las escrituras de Isaías y Miqueas (Isaías 2:2-4; 9:5; 11:1-9; y Miqueas 4:1-7) que expresan la visión pacifista del plan de Dios de traer la paz sin violencia.

### Iglesia primitiva

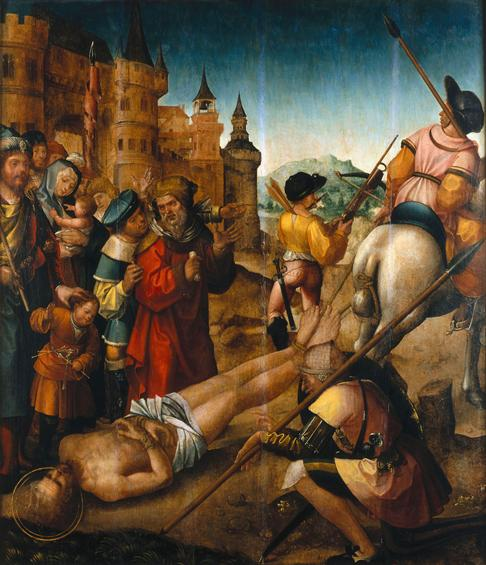
Martírio de Santo Hipólito (Martirio de San Hipólito) por Cristóvão de Figueiredo

Varios Padres de la Iglesia interpretaron que las enseñanzas de Jesús abogaban por la no violencia. Por ejemplo, Justino Mártir escribe: "nosotros, que antes solíamos asesinarnos unos a otros, no sólo nos abstenemos ahora de hacer la guerra a nuestros enemigos, sino que también, para no mentir ni engañar a nuestros examinadores, morimos voluntariamente confesando a Cristo," y, "nosotros que estábamos llenos de guerra, y de matanzas mutuas, y de toda maldad, hemos cambiado cada uno por toda la tierra nuestras armas de guerra,-nuestras espadas en rejas de arado, y nuestras lanzas en aperos de labranza,- y cultivamos la piedad...". Taciano escribe que, "No ansío ser rico; declino el mando militar... Muero al mundo, repudiando la locura que hay en él"; y Aristides escribe que "Mediante el amor hacia sus opresores, los persuaden para que se hagan cristianos. "  Hipólito de Roma llegó a negar a los soldados el bautismo: "A un soldado de la autoridad civil se le debe enseñar a no matar hombres y a negarse a hacerlo si se le ordena, y a negarse a prestar juramento. Si no está dispuesto a cumplir, debe ser rechazado para el bautismo." Tertuliano formó un temprano argumento contra la estadolatría, "No hay concordancia entre el sacramento divino y el sacramento humano, el estandarte de Cristo y el estandarte del diablo, el campo de la luz y el campo de las tinieblas. Una sola alma no puede deberse a dos amos: Dios y Cæsar", escribiendo también: "el Pueblo guerreó: si os place divertiros con el tema. Pero, ¿cómo guerreará un cristiano, es más, cómo servirá incluso en paz, sin una espada, que el Señor se ha llevado?" Orígenes, cuyo padre san Leónidas fue martirizado durante la persecución del emperador romano Septimio Severo en el año 202 d. C., escribe: "A los judíos [... ] tenían permitido tomar las armas en defensa de los miembros de sus familias, y dar muerte a sus enemigos, el Legislador cristiano [ha] prohibido por completo dar muerte a los hombres [...] En ninguna parte enseña que esté bien que sus propios discípulos ofrezcan violencia a nadie, por malvado que sea. " Otros ejemplos incluyen Arnobio, "el mal no debe ser retribuido con el mal, que es mejor sufrir el mal que infligirlo, que deberíamos más bien derramar nuestra propia sangre que manchar nuestras manos y nuestra conciencia con la de otro, un mundo ingrato está ahora durante un largo período disfrutando de un beneficio de Cristo"; Arquelao, "muchos [soldados] se añadieron a la fe de nuestro Señor Jesucristo y se despojaron del cinturón del servicio militar"; Cipriano de Cartago, "El mundo entero está mojado de sangre mutua; y el asesinato, que en el caso de un individuo se admite que es un crimen, se llama virtud cuando se comete al por mayor"; y Lactancio, "Pues cuando Dios nos prohíbe matar, no sólo nos prohíbe la violencia abierta, que ni siquiera está permitida por las leyes públicas, sino que nos previene contra la comisión de aquellas cosas que se estiman lícitas entre los hombres. Así, no será lícito a un hombre justo dedicarse a la guerra"; mientras que Gregorio de Nisa transmite el espíritu del anarquismo, "¿Cómo puede un hombre ser dueño de la vida de otro, si ni siquiera es dueño de la suya propia? Por lo tanto, debe ser pobre de espíritu y mirar a Aquel que por nosotros se hizo pobre por voluntad propia; que considere que todos somos iguales por naturaleza y no se exalte impertinentemente contra su propia raza.".
San Maximiliano de Tébessa fue ejecutado por orden del procónsul Dión por negarse a servir en el ejército romano, ya que pensaba que matar era malo; llegó a ser reconocido como mártir cristiano. Sin embargo, muchos de los primeros cristianos también servían en el ejército, con múltiples santos militaress antes de la época de Constantino, y la presencia de un gran número de cristianos en su ejército puede haber sido un factor en la conversión de Constantino al cristianismo. Marco Aurelio supuestamente informó al Senado romano de que sus soldados cristianos luchaban con oraciones en lugar de con armas convencionales, que dio lugar al Milagro de la Lluvia de las Guerras marcomanas.

### Conversión del Imperio Romano

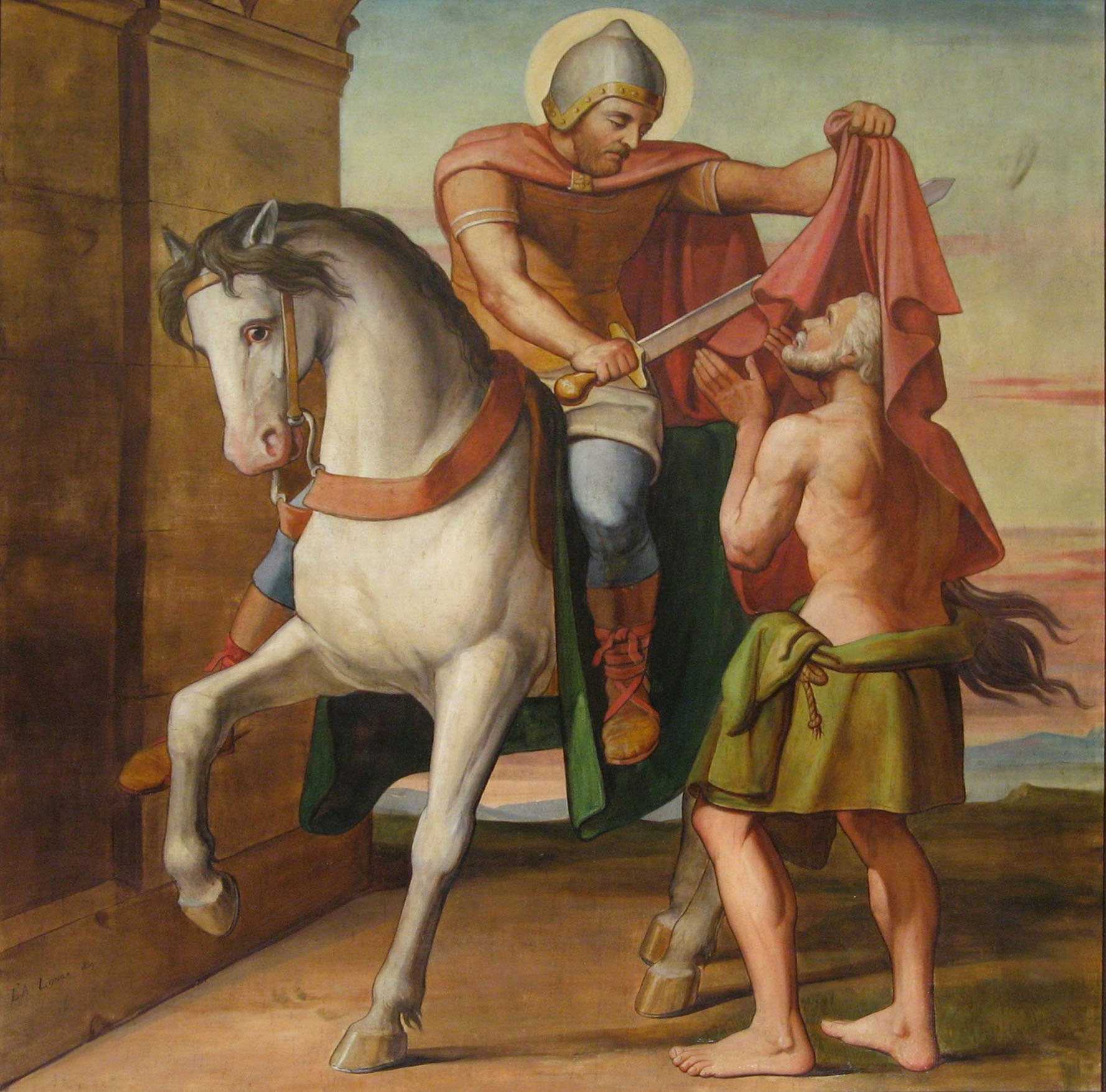
La Caridad de Saint-Martin (La Caridad de San Martín) por Louis-Anselme Longa

Después de que el emperador romano Constantino se convirtiera en el año 312 d. C. y comenzara a conquistar "en nombre de Cristo", el cristianismo se enredó con el Estado, y los cristianos influyentes justificaron cada vez más la guerra y la violencia. Por ejemplo, Agustín de Hipona abogó por la persecución estatal del donatistas, mientras que, según Atanasio, "no está bien matar, pero en la guerra es lícito y digno de alabanza destruir al enemigo; en consecuencia, no sólo se considera dignos de grandes honores a los que se han distinguido en el campo de batalla, sino que se erigen monumentos proclamando sus logros." Algunos estudiosos creen que "la ascensión de Constantino puso fin al período pacifista en la historia de la Iglesia" No obstante, la tradición del pacifismo cristiano fue continuada por algunos cristianos dedicados a lo largo de los siglos, como Martín de Tours, que se convirtió durante los primeros días del cristianismo en Europa. Martín, que era entonces un joven soldado, declaró en el año 336 d. C.: "Soy un soldado de Cristo. No puedo luchar"  Fue encarcelado por esta acción, pero más tarde liberado, convirtiéndose finalmente en el tercer Obispo de Tours. Jerónimo también escribe: "Morir es el destino de todos, cometer homicidio sólo del hombre débil.".

### Edad Media

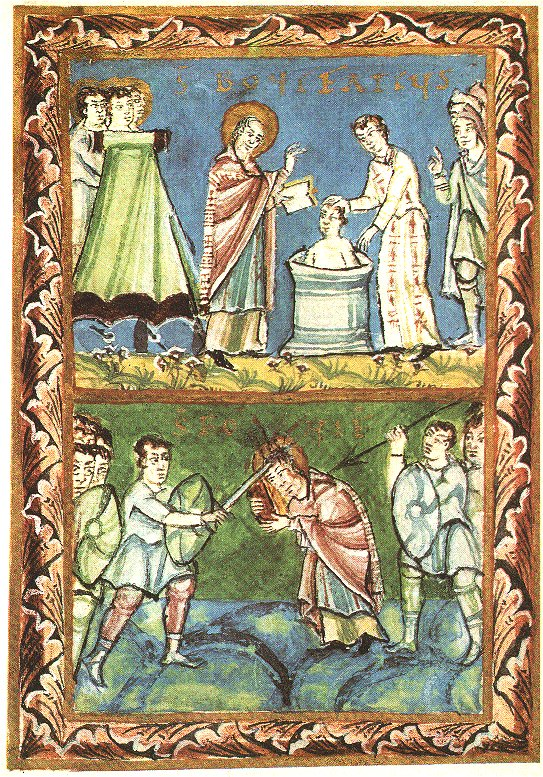
Fulda Sacramentario, San Bonifacio bautizando (arriba) y siendo martirizado (abajo)

Según la hagiografía bonifaciana,  san Bonifacio, en 754, partió con una comitiva hacia Frisia, con la esperanza de convertir a los frisones. Bautizó a un gran número y convocó una reunión general para la confirmación en un lugar no lejos de Dokkum, entre Franeker y Groningen. Sin embargo, en lugar de sus conversos, apareció un grupo de ladrones armados que dieron muerte al anciano arzobispo. La hagiografía menciona que Bonifacio persuadió a sus compañeros (armados) para que depusieran las armas: "Dejad de luchar. Deponed las armas, pues las Escrituras nos dicen que no devolvamos mal por mal, sino que venzamos el mal con el bien."
Tras matar a Bonifacio y su compañía, los bandidos frisones saquearon sus posesiones, pero descubrieron que el equipaje de la compañía no contenía las riquezas que esperaban: "rompieron los cofres que contenían los libros y descubrieron, para su consternación, que contenían manuscritos en lugar de vasijas de oro, páginas de textos sagrados en lugar de láminas de plata."
La Paz y tregua de Dios fue un movimiento de la Edad Media liderado por la Iglesia católica y el primer movimiento pacifista masivo de la historia. El objetivo tanto de la Pax Dei como de la Treuga Dei era limitar la violencia de las disputas endémicas en la mitad occidental del antiguo Imperio Carolingio -tras su colapso en pleno Tratado de Verdún en el siglo IX- utilizando la amenaza de sanciones espirituales. La mitad oriental del antiguo Imperio carolingio no experimentó el mismo colapso de la autoridad central, y tampoco Inglaterra.
La Paz de Dios fue proclamada por primera vez en 989, en el Concilio de Charroux. Pretendía proteger los bienes eclesiásticos, los recursos agrícolas y a los clérigos desarmados. La Tregua de Dios, proclamada por primera vez en 1027 en el Concilio de Toulouges, intentaba limitar los días de la semana y las épocas del año en que la nobleza ejercía la violencia.

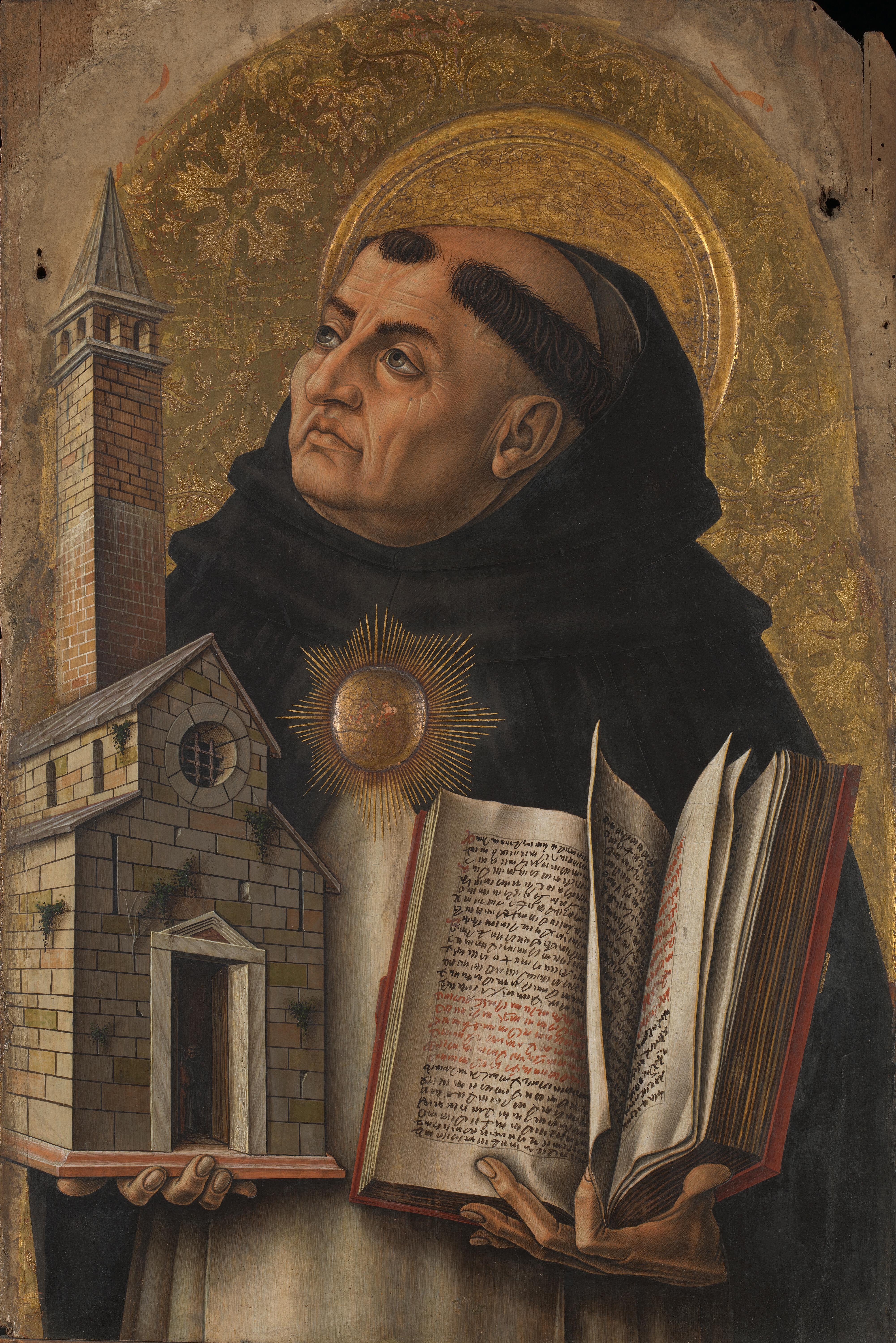
Retablo de Tomás de Aquino en Ascoli Piceno, Italia, por Carlo Crivelli

Hacia el siglo XIII, Tomás de Aquino se atrevió a declarar, a propósito de los herejes, Respondo que [...] es lícito matar animales mudos, en la medida en que están naturalmente dirigidos al uso del hombre, como lo imperfecto está dirigido a lo perfecto.

### Cátaros

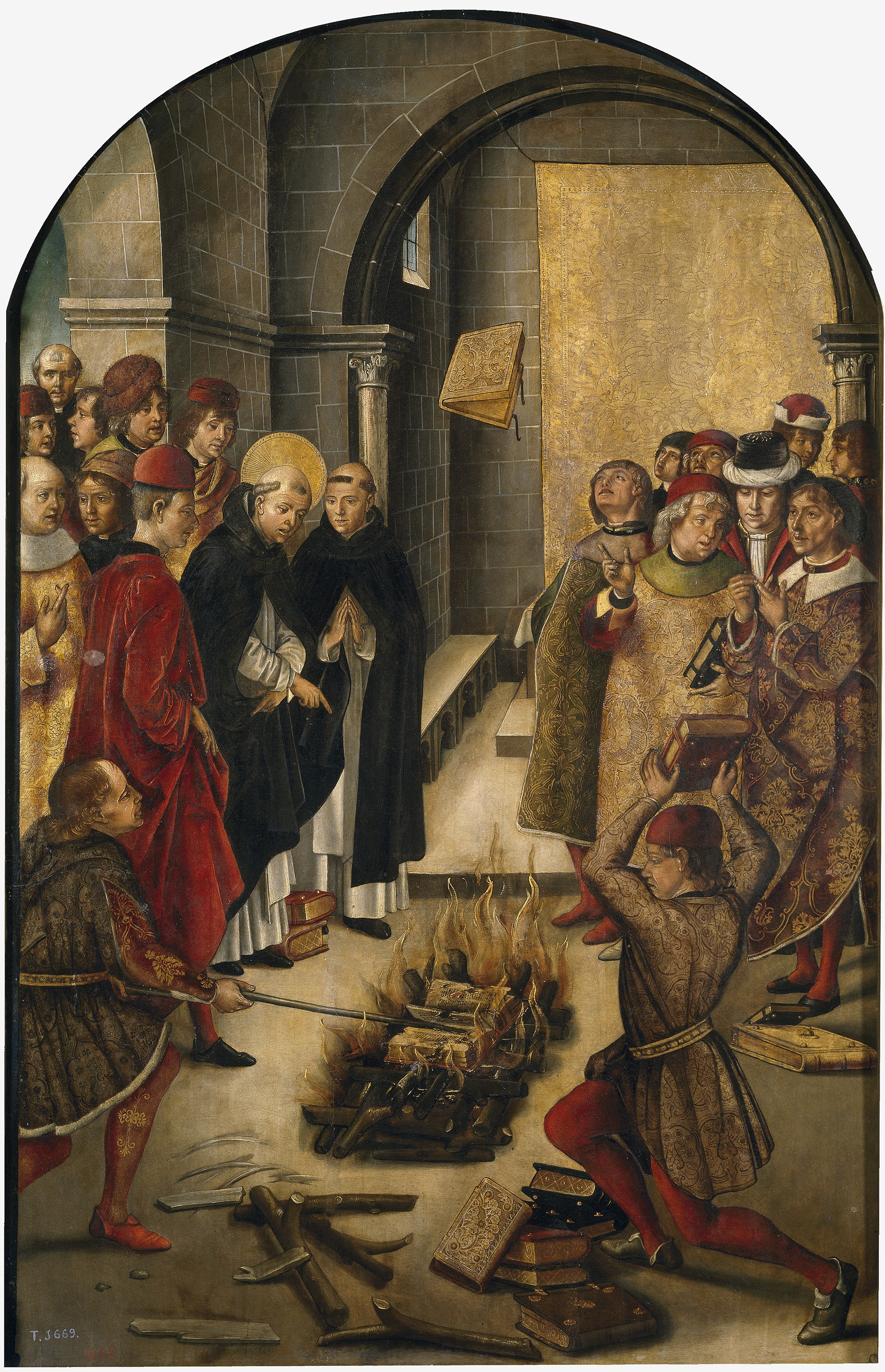
Pintura de Pedro Berruguete que representa la historia de una disputa entre Santo Domingo y los cátaros (albigenses), en la que los libros de ambos fueron arrojados al fuego y los de Domingo se salvaron milagrosamente de las llamas.

El catarismo fue un movimiento cristiano de cosmología dualista o gnóstico entre los siglos XII y XIV que prosperó en el sur de Europa, especialmente en el norte de Italia y el sur de Francia. A sus seguidores se les denominaba cátaros y se referían a sí mismos como buenos cristianos, y ahora se les recuerda principalmente por un prolongado periodo de persecución por parte de la Iglesia católica, que no reconocía su cristianismo heterodoxo. El catarismo llegó a Europa occidental en la región Languedoc de Francia en el siglo XI. Aunque la mayor parte de la información relativa a la creencia cátara fue escrita por sus acusadores y por lo tanto puede ser inexacta, supuestamente eran pacifistas estrictos y rigurosos  ascetas, abjurando de la guerra, matar, mentir, jurar, y las relaciones carnales de acuerdo con su comprensión del Evangelio. Al rechazar supuestamente el Antiguo Testamento, los cátaros despreciaban los elementos dogmáticos del cristianismo, mientras que sus sacerdotes (Perfectos cátaros) subsistían con una dieta de poco más que verduras cocidas en aceite, o pescado que no fuera producto de la unión sexual. Caedite eos. Novit enim Dominus qui sunt eius. es una frase supuestamente pronunciada por el comandante de la Cruzada Albigense, antes de la masacre de Béziers el 22 de julio de 1209. Una traducción directa de la frase en latín medieval es "Matadlos. El Señor conoce a los suyos".

### Lolardos

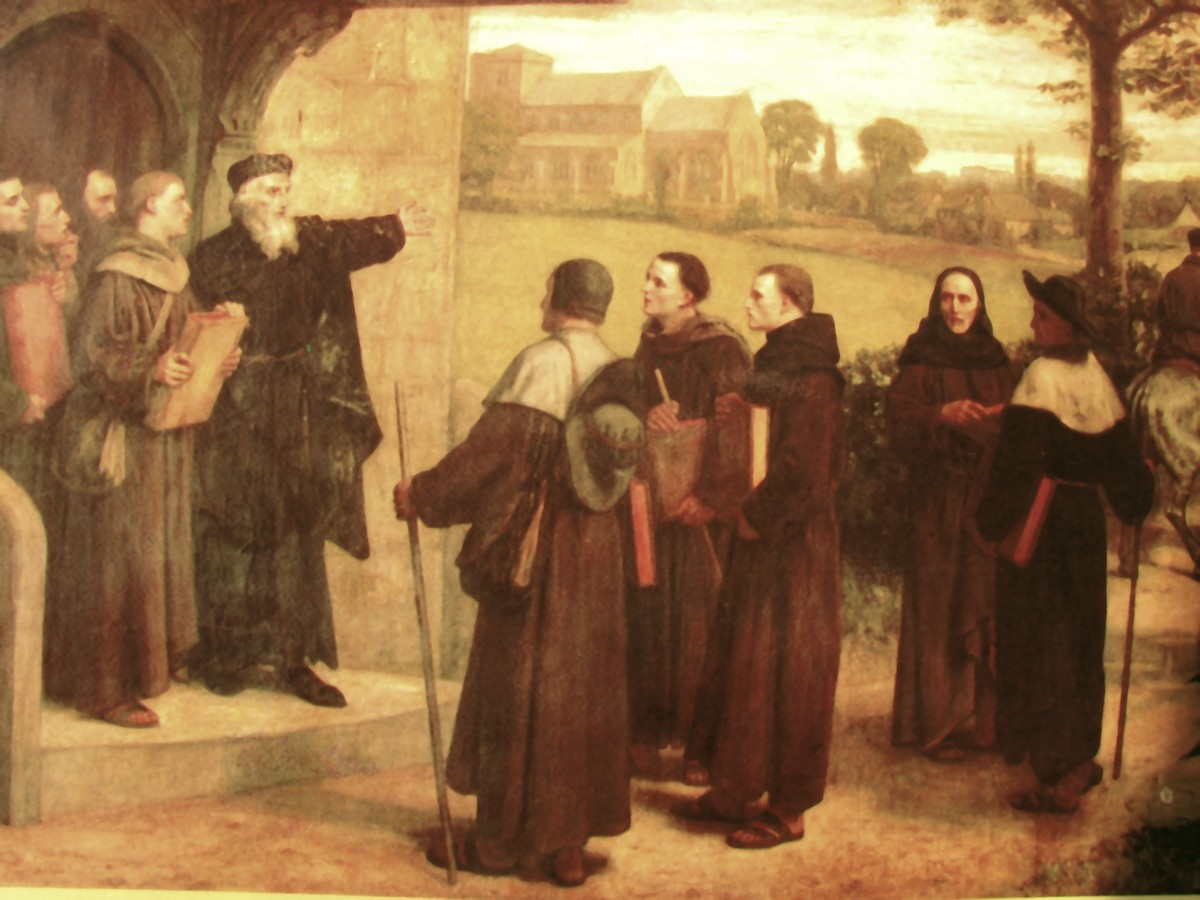
En esta ilustración del, John Wycliffe aparece entregando a sus seguidores lolardos la traducción de la Biblia que llevaba su nombre.

Las doce conclusiones de los lolardos, un documento de los lolardos de 1395, afirma que los cristianos deben abstenerse de la guerra y, en particular, que las guerras con justificaciones religiosas, como las cruzadas, son blasfemas porque Cristo enseñó a los hombres a amar y perdonar a sus enemigos.

## Confesiones cristianas pacifistas
El primer objetor de conciencia en el sentido moderno fue un cuáquero en 1815. Algunos cuáqueros habían servido originalmente en el New Model Army de Cromwell antes de que se emitiera el testimonio de paz de los Amigos tras la restauración de la monarquía británica en 1660. Varias denominaciones cristianas han adoptado posturas pacifistas institucionalmente, entre ellas los cuáqueros y los menonitas.

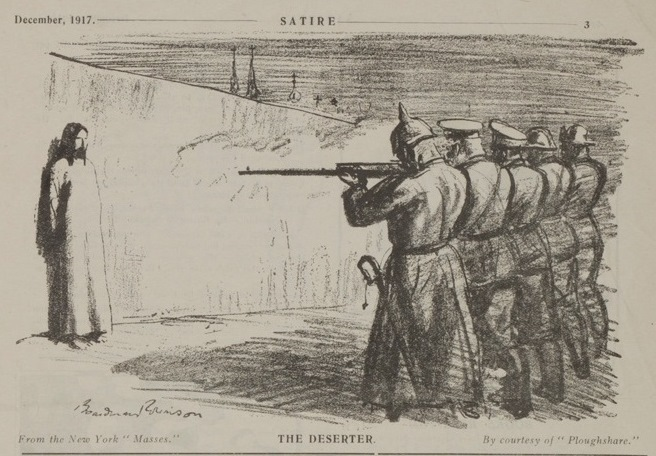
El desertor (1916) de Boardman Robinson

El término "iglesias históricas de la paz" hace referencia a tres iglesias -la Iglesia de los Hermanos, los menonitas y los cuáqueros- que participaron en la primera conferencia de iglesias de la paz, celebrada en Kansas en 1935, y que han trabajado juntas para representar el punto de vista del pacifismo cristiano. De ellos, tanto los menonitas como los Hermanos Schwarzenau son Iglesias anabautistas.

### Iglesias anabaptistas

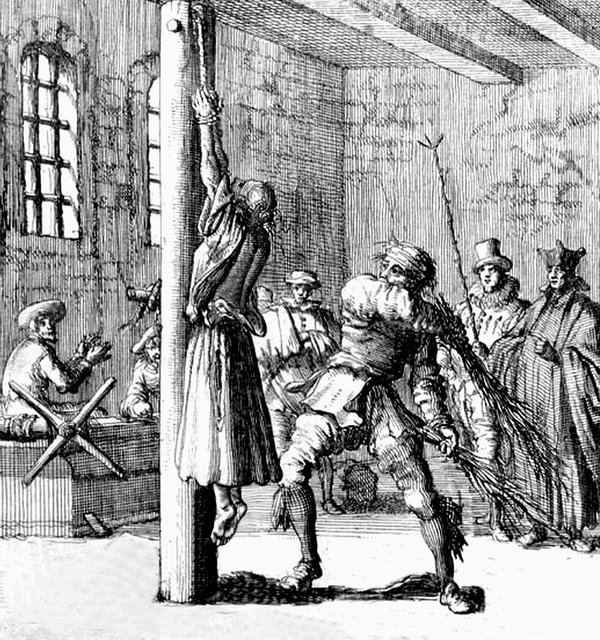
Azotes de la mártir anabaptista Ursula, Maastricht, 1570; grabado de Jan Luyken de Martyrs Mirror

Tradicionalmente, los anabaptistas se aferran firmemente a sus creencias en la no violencia. Muchas de estas iglesias continúan abogando por la no violencia, incluidas las tradiciones anabautistas de los menonitas , los amish , los huteritas.

### Christadelphians
Aunque el grupo ya se había separado de los Campbellites , una parte del Movimiento de Restauración , después de 1848 por razones teológicas como la "Asamblea Real de Creyentes", entre otros nombres, los " Cristadelfianos " se formaron como iglesia formalmente en 1863 en respuesta al servicio militar obligatorio.

### Iglesias de Dios (7.º día)
Los diferentes grupos que evolucionan bajo el nombre Iglesia de Dios (7.º día) se oponen a la guerra carnal, con base en Mateo 26:52; Apocalipsis 13:10; Romanos 12:19–21. Creen que las armas de su guerra no son carnales sino espirituales (II Corintios 10:3–5; Efesios 6:11–18).

### Dujobory
Los Dujoborys son una confesión  cristiana espiritual que aboga por el pacifismo. El 29 de junio de 1895, los doukhobors, en lo que se conoce como la "Quema de las armas", "amontonaron sus espadas, pistolas y otras armas y las quemaron en grandes hogueras mientras cantaban salmos".

### Pacifistas de la santidad
La Iglesia Metodista Wesleyana, una de las primeras denominaciones metodistas del Movimiento de Santidad, se opuso a la guerra como se documenta en su Libro de Disciplina de 1844, que señalaba que el Evangelio se opone "en todo sentido a la práctica de la Guerra en todas sus formas; y aquellas costumbres que tienden a fomentar y perpetuar el espíritu de guerra, [son] inconsistentes con los benévolos designios de la religión cristiana. "

### Testigos de Jehová
Las creencias y prácticas de los Testigos de Jehová han generado controversia a lo largo de su historia . En consecuencia, los gobiernos locales, las comunidades y los grupos religiosos se han opuesto a la denominación. Muchas denominaciones cristianas consideran heréticas las interpretaciones y doctrinas de los testigos de Jehová , y algunos profesores de religión han clasificado la denominación como una secta. Durante la Segunda Guerra Mundial , los testigos de Jehová fueron atacados en los Estados Unidos, Canadá y muchos otros países porque se negaron a servir en el ejército o contribuir al esfuerzo bélico debido a su doctrina de neutralidad política. En Canadá, los testigos de Jehová fueron internados en campos junto con disidentes políticos y personas de ascendencia japonesa y china.

### Cuáqueros y Shakers

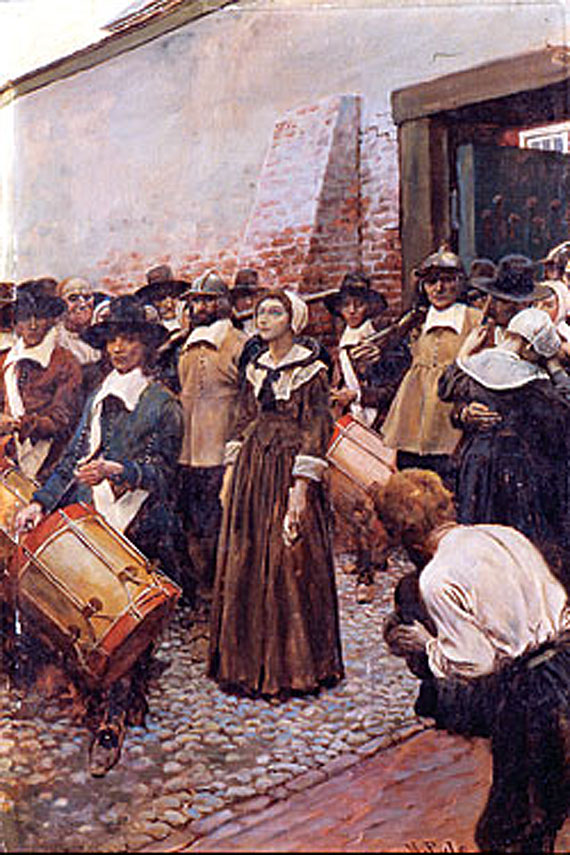
Mary Dyer siendo conducida a la horca en Boston en 1660, pintado c. 1905 (Pintura de Howard Pyle)

La mayoría de los cuáqueros, también conocidos como Amigos (miembros de la Sociedad Religiosa de los Amigos), sostienen que la paz es un valor fundamental, incluida la negativa a participar en la guerra llegando a formar la Unidad de Ambulancias de los Amigos con el objetivo de "cooperar con otros para construir un mundo nuevo en lugar de luchar para destruir el viejo", y el Comité de Servicio de los Amigos Americanos durante las dos Guerras Mundiales y conflictos posteriores. Shakers, que surgieron en parte del cuaquerismo en 1747, no creen que sea aceptable matar o dañar a otros, ni siquiera en tiempos de guerra.

### Adventistas del Séptimo Día
Durante la Guerra Civil Americana en 1864, poco después de la formación de la Iglesia Adventista del Séptimo Día, los Adventistas del Séptimo Día declararon: "La denominación de cristianos que se llaman a sí mismos Adventistas del Séptimo Día, tomando la Biblia como su regla de fe y práctica, son unánimes en sus opiniones de que sus enseñanzas son contrarias al espíritu y la práctica de la guerra; por lo tanto, siempre se han opuesto concienzudamente a portar armas.".
El movimiento adventista general desde 1867 siguió una política de objeción de conciencia. Esto fue confirmado por la Iglesia Adventista del Séptimo Día en 1914. La política oficial permite el servicio militar en funciones no combativas como los cuerpos médicos al igual que el adventista del séptimo día Desmond Doss, que fue el primer objetor de conciencia en recibir la Medalla de Honor y uno de los tres únicos honrados, y otras funciones de apoyo que no requieren matar o llevar un arma. En la práctica hoy, como comenta un pastor de la iglesia adventista del séptimo día en una revista en línea dirigida por miembros de la iglesia adventista del séptimo día: "Hoy en día, en un ejército de voluntarios, muchos jóvenes adventistas se unen al ejército en puestos de combate, y hay muchos pastores adventistas que optan a puestos de capellanía militar, apoyando a combatientes y no combatientes por igual". En el Día de los Veteranos, las iglesias estadounidenses de

## Otras confesiones

### Anglicanismo
La Resolución 25 de la Conferencia de Lambeth de 1930 declara que "La Conferencia afirma que la guerra como método para resolver disputas internacionales es incompatible con las enseñanzas y el ejemplo de nuestro Señor Jesucristo". Las conferencias de 1948, 1958 y 1968 volvieron a ratificar esta posición.
La Anglican Pacifist Fellowship presiona a las distintas diócesis de la iglesia para que mantengan esta resolución y trabajen constructivamente por la paz.

### Bautistas
Unos 400 baptistas se negaron a prestar servicio como combatientes durante la Segunda Guerra Mundial.
Martin Luther King Jr. fue un ministro y activista baptista estadounidense que se convirtió en el portavoz y líder más visible del movimiento por los derechos civiles desde 1955 hasta su asesinato en 1968. Líder eclesiástico afroamericano e hijo del primer activista por los derechos civiles y ministro Martin Luther King Sr., King promovió los derechos civiles de las personas de color en Estados Unidos a través de la no violencia y la desobediencia civil, inspirado en sus creencias cristianas y en el activismo no violento de Mahatma Gandhi.

### Calvinismo
Hoy en día, la posición ortodoxa de los calvinistas conservadores es el pacifismo cristiano.
Muchos calvinistas modernos, como André y Magda Trocmé, han sido pacifistas.

### Luteranismo
La Iglesia Luterana de Australia reconoce la objeción de conciencia a la guerra como bíblicamente legítima.
Desde la Segunda Guerra Mundial, muchos luteranos notables han sido pacifistas.